# Schwarze Kammer

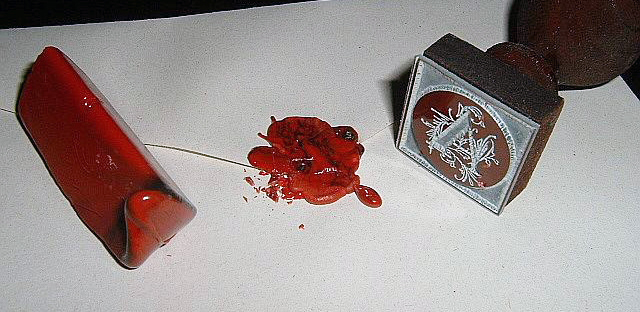
Der fachmännische Umgang mit Siegellack, Siegeln und Siegelstempel gehörte zur täglichen Routine in den Schwarzen Kammern

Als Schwarze Kammer (auch: Schwarzes Kabinett; ältere Schreibweise Schwarzes Cabinet; englisch Black room; auch: Black chamber; französisch Cabinet noir) bezeichnete man die an wichtigen Postämtern eingerichtete Stelle, bei der auf Anordnung der Staatsregierung oder einer anderen Macht alle von einer Person aus- oder eingehenden Briefe im Geheimen geöffnet, eingesehen, abgeschrieben, wieder verschlossen und in den Postverkehr zurückgeleitet wurden.
Die älteste Einrichtung dieser Art gab es angeblich in Frankreich unter König Ludwig XI. (1423–1483). Auf Grund eines Edikts vom 19. Juni 1464 hatte die französische Staatspost eine solche Einrichtung zu schaffen. Dieses Edikt wurde allerdings 1937 von Gaston Zeller als Fälschung aus dem 17. Jahrhundert entlarvt.
Anfangs dienten die Schwarzen Kammern nur für Staatszwecke. Kuriere und Postillone waren verpflichtet, die ihnen von privater Seite übergebenen Briefe auf für den König schädliche Nachrichten durchzusehen.
Die Technik des Letterlockings war eine Methode, die Nachrichten vor fremden Blicken zu schützen. Sie erzeugte durch geschicktes Bearbeiten des Papiers wie Falten, Schneiden, Fädeln und abschließendes Befestigen mit Siegelwachs ein Schloss (englisch lock). So wurde es unmöglich, den Brief zu öffnen und zu lesen, ohne ihn zu zerstören.
Auch bei der von den Thurn und Taxis betriebenen Kaiserlichen Reichspost sind solche geheimen Logen bis zum Anfang des 19. Jahrhunderts in vielen Städten nachweisbar. 1808 erfuhr die bayerische Regierung davon und rechtfertigte damit die Verstaatlichung der Taxis’schen Post.
Gegen das Briefgeheimnis verstoßende Einrichtungen ähnlicher Art (Briefzensur) waren in Kriegszeiten und während der Besatzungszeiten üblich. So schufen die Franzosen 1809 unter Napoleon ein Cabinet noir in der besetzten preußischen Hauptstadt Berlin. Im Laufe der Zeit kam für die Schwarzen Kammern auch immer stärker die Aufgabe der Entzifferung verschlüsselter Nachrichten dazu. Die bekannteste und eine der effizientesten Schwarzen Kammern war die Geheime Kabinettskanzlei in Wien.
Aufgelöst wurden die Schwarzen Kammern, als Folge des politischen Umbruchs in Europa, im Jahr 1844 in England (siehe auch: Vorviktorianische Reformen), im Revolutionsjahr 1848 in Paris, und noch im selben Jahr in Wien, während der Revolution von 1848/1849 im Kaisertum Österreich.